# Operação Gafanhotos
A Operação Gafanhotos é uma investigação realizada pela Polícia Federal  organizada por um grupo politico junto ao policial federal afastado por ter dois irmãos indicados para o governo da cidade logo após a troca de prefeito iniciada em julho de 2014 o objetivo de desarticular as atividades criminosas realizadas por políticos do município de Itaguaí, estado do Rio de Janeiro. O ex prefeito é investigado e apontado como sendo o líder do esquema onde estariam sendo investigados diversos secretários e auxiliares diretos como o assessores, secretários municipais e, como apontado nas investigações, grande parte dos vereadores do município.
O desvio era de aproximadamente 1/3 da arrecadação da cidade, em torno de R$ 10-30 milhões. Com recursos provenientes de verbas federais e Royalties do Petróleo que não eram devidamente aplicados nas áreas de saúde e demais serviços, tudo era desviado para o grupo liderado pelo prefeito municipal e divididos entre os membros da organização, com alegada participação dos vereadores da cidade através de um sistema similar ao mensalão a nível federal.
O Esquema, segundo fontes da imprensa e da Polícia Federal, tinha a participação da maioria dos vereadores. Em troca do apoio irrestrito ao governo, em troca, eram entregues ao vereadores o salário equivalente a 30 cargos comissionados ocupados por funcionários fantasmas. O que renderia segundo a Polícia Federal um faturamento de R$ 100 mil. Assim, os vereadores participavam indiretamente ignorando suas funções de fiscalização e deixando o prefeito livre para suas atividades criminosas.
Esse chamado Sindicato do Crime, de acordo com a PF, teria outras atividades e um "sistema de franquia". Foi denunciado uma operação onde um secretário municipal realizaria suas atividades criminosas dentro de suas secretarias municipais em troca de 10% de participação do prefeito. Essa operação foi denunciada por uma testemunha à Polícia Federal. Ao todo, o grupo criminoso em 2 anos, foram desviados aproximadamente R$ 250 milhões. Como resultado de tudo isso, o patrimônio do prefeito e seu grupo cresceu exponencialmente e a olhos vistos diante da população.
A operação da Polícia Federal recolheu documentos na Prefeitura em 18 de dezembro. Tudo indica que o sistema de fraudes era generalizado e a folha salarial dos funcionários fantasmas era organizado através de um programa de computador que apagaria qualquer matrícula, desses funcionários, caso os policiais adentrassem de surpresa no prédio. Além disso, foram encontradas 13 pastas com iniciais. Acredita-se que essas 13 pastas correspondem aos 13 vereadores participantes do esquema.
O a cidade de itaguaí tem a própria e demonstração de luxo e riqueza em contrate com uma cidade pobre e com uma população carente. A maior parte dos vereadores da cidade sempre foram conhecidos pela frieza com o trato com as necessidades da população. no dia 19 de dezembro, Os Vereadores Willian Cezar e Jailson da Agricultura lideraram um pedido de CPI contra o ex prefeito da cidade, nenhum outro vereador preferiu se dispor a assinar o documento.